# 特别手术室
《特别手术室》是中國第一部探討未婚懷孕的電影，由導演田壯壯在1988年製作，由於議題的敏感，在完成後17年才通過審查，以光碟的方式發行。

## 劇情
電視台主持人卢云因為未婚懷孕，因此接受堕胎，她因此發現婚前懷孕是很嚴重的社會問題，決定針對此議題作專題報導。

## 評論
此片反映了有關中國年輕女性對性的看法，其中大幅的受到1980年代改革開放的影響。片中提到了許多嚴重的問題，例如性骚扰、亂倫、婚外情、三角戀情、無性婚姻等，也強調未婚懷孕對女性的傷害。

## 外部連結
- 互联网电影数据库（IMDb）上《特别手术室》的资料（英文）
- 特别手术室在香港影庫上的簡介